# Edwardsiidae
Edwardsiidae is een familie uit de orde van de zeeanemonen (Actiniaria). De familie is voor het eerst wetenschappelijk beschreven door Andres in 1881. De familie omvat 13 geslachten en 80 soorten.

## Geslachten
- Drillactis Verrill, 1922
- Edwardsia de Quatrefages, 1842
- Edwardsianthus England, 1987
- Edwardsiella Andres, 1883
- Halcampogeton Carlgren, 1937
- Isoedwardsia Carlgren, 1900
- Metedwardsia
- Milne-Edwardsia Carlgren, 1892
- Nematostella Stephenson, 1935
- Palombiella
- Paraedwardsia Carlgren in Nordgaard, 1905
- Scolanthus Gosse, 1853
- Synhalcampella